# Heini Otto
Hendrikus „Heini“ Otto (* 24. August 1954 in Amsterdam) ist ein ehemaliger niederländischer Fußballspieler.

## Karriere
Otto begann seine Karriere beim FC Amsterdam 1974 und blieb bis 1977. Nach seiner ersten Spielerstation ging es weiter zum FC Twente Enschede. Der damalige niederländische Pokalsieger verpflichtete den Mittelfeldspieler für drei Jahre, danach ging er zum FC Middlesbrough nach England. Dort gab er sein Debüt gegen Tottenham Hotspur 1981, das Borough 1:3 verlor. Auf der Insel blieb der Niederländer fünf Jahre, ehe er 1985 zu ADO Den Haag in seine Heimat zurückkehrte. Im Regierungssitz der Niederlande spielte Otto noch weitere sieben Jahre, dann beendete er seine Karriere. Er konnte als Spieler keinen einzigen Titel erringen.
International spielte Otto einmal für die niederländische Nationalmannschaft. Sein Einsatz war kurios, denn Otto rutschte in den Kader, als er seinen Klubkollegen Jan Jongbloed zum Treffpunkt der Nationalmannschaft am Flughafen chauffierte. Der einberufene Spieler Willem van Hanegem kam nicht zum Treffpunkt. So wurde Otto kurzerhand einberufen und fuhr mit zum Spiel gegen Jugoslawien und kam somit zu seinem einzigen Einsatz im Team. Im Weiteren nahm er als Ersatzspieler an der Fußball-Europameisterschaft 1980 in Italien teil. Otto wurde nicht eingesetzt und Niederlande schied in der Gruppenphase als Gruppendritter aus. 

### Trainerkarriere
Otto war von 1997 bis 2000 Co-Trainer bei Ajax Amsterdam. Er gewann als Co-Trainer 1998 den niederländischen Meistertitel und 1997 und 1998 den Pokal. Von 2000 bis 2001 war er Cheftrainer von HFC Haarlem.

## Erfolge
als Co-Trainer
- einmal niederländischer Meister (1998)
- zweimal niederländischer Pokalsieger (1997, 1998)